# Le Vaudreuil
Le Vaudreuil är en kommun i departementet Eure i regionen Normandie i norra Frankrike. Kommunen ligger i kantonen Val-de-Reuil som tillhör arrondissementet Les Andelys. År 2022 hade Le Vaudreuil 3 622 invånare.

## Befolkningsutveckling
Antalet invånare i kommunen Le Vaudreuil
Referens:INSEE